# Västerås
Västerås (/vɛstər'oːs/ⓘ tr.: vesterós) es una ciudad situada en el municipio de Västerås, en Suecia central. Tiene una población estimada, a fines de marzo de 2022, de 157 300 habitantes.
Está ubicada a unos 100 km al oeste de Estocolmo, en la provincia de Västmanland. Es la capital de la provincia, así como del obispado y la comuna de Västerås. Es la séptima ciudad más grande en población de Suecia.
La ciudad se encuentra circundada por vastos bosques de coníferas al norte, este y oeste, dejando al sur el lago Mälar con el que hay conexión marítima hasta el mar Báltico. La altitud media de la ciudad es de 17 m sobre el nivel del mar, con un máximo de 65 m. El paisaje es de roca primaria muy plano y muy resquebrajado, en el que se alternan campos, bosques y lagos. Asimismo dentro del área metropolitana se encuentra el río Svartån, que desemboca en el lago Mälaren, donde se encuentran tres áreas portuarias: al suroeste, el puerto Industrial y comercial destinado al transporte marítimo; y al sur y suroeste dos puertos que conforman el área recreativa más grande de Escandinavia destinada a esta actividad.
La forma de la ciudad es concéntrica y es atravesada de este a oeste por la autovía E-18 (Estocolmo-Gotemburgo), lo que permite que haya una corta distancia entre los suburbios y el centro. La red de carril bici es muy extensa, contabilizándose casi 300 km. Están compuestos principalmente de carriles separados de la vía automovilística, a lo largo de los cuales los usuarios pueden recorrer largas distancias de un extremo a otro.
Se identifican 8 parques o zonas verdes afianzadas en la ciudad: el Jardín Botánico, el Djäknebergets, la Fuente Master; el Rudbeck Park; el Parque de la Ciudad (en Västerås central); Tessinparken; Utanbyparken (un pequeño parque con plantaciones perennes), y el Vasa Park.
Al oeste de la ciudad se encuentra el aeropuerto de Västerås, utilizado principalmente por la compañía de bajo coste Ryanair.

## Historia

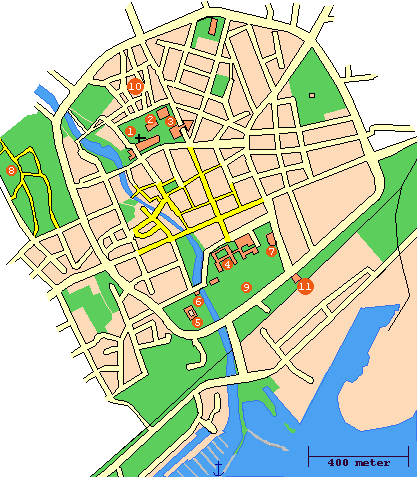
Plano de la ciudad de Västerås

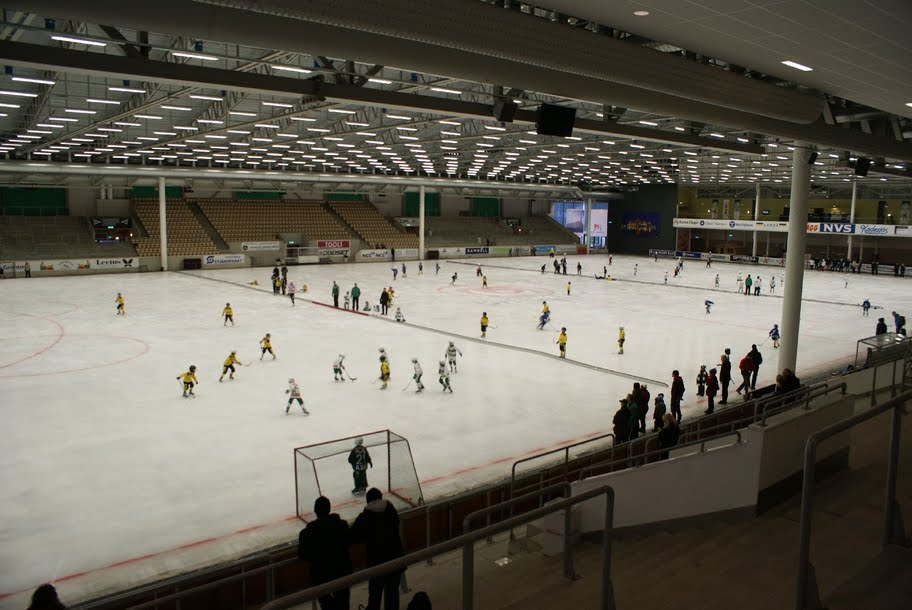
Bandy, ABB Arena Syd

Es una de las ciudades más antiguas de Suecia y del norte de Europa. Su nombre proviene de Västra Aros (literalmente, «desembocadura del oeste»), que se refiere a la parte occidental del estuario del río Svartån («El río Negro» en sueco). La región ha estado poblada desde la era vikinga. En el siglo XI era ya la segunda ciudad más grande de Suecia, llegando a tener un arzobispado en el siglo XII. Posteriormente se construyeron una catedral y un monasterio. Durante el reinado de Gustavo Vasa se amplió el castillo de Västerås para que sirviera de sede de una fuerte guarnición militar. Durante su época, la ciudad fue también residencia real y lugar de deliberación del parlamento sueco (Riksdag). El primer escudo de armas de la ciudad data de fines del siglo XIII.

## Actualidad
Västerås es conocida como una ciudad industrial, pero también se destaca por su comercio minorista y su logística. La ciudad quiere distinguirse como Västerås - Mälarstaden, que significa "la ciudad de Västerås, junto al lago Mälaren," con el fin de atraer a los turistas y nuevos habitantes, así como a los estudiantes a la universidad local, la Universidad Mälardalen (aproximadamente 16 000 estudiantes matriculados en Västerås y en el cercano Eskilstuna). Västerås tiene el puerto comercial y recreativo a orillas del lago más grande de Escandinavia en el lago Mälaren. La ciudad tiene un rascacielos coloquialmente apodado Skrapan (El raspador), que tiene el bar de cócteles más alto de Suecia, llamado Sky Bar, en el piso 24 del edificio. Hasta 2017 albergóo el "Power Big Meet", un evento anual para propietarios y entusiastas de coches de gran potencia americanos.

## Clima
De acuerdo con la clasificación del clima de Köppen, Västerås experimenta un clima continental húmedo, con inviernos fríos y veranos cálidos.
Los veranos suelen tener nubes y claros, pero con un riesgo de lluvias repentinas. Las temperaturas diurnas en julio en su mayoría rondan los 22 °C, pero a veces pueden exceder de 25 °C y en ocasiones incluso 30 °C.
Los inviernos son fríos, con una cubierta de nieve que por lo general dura varios meses. Algunos inviernos pueden ser leves con crisis prolongadas sin nieve en el suelo. El clima difiere mucho si las masas de aire están llegando desde el océano Atlántico o del continente euroasiático. En el primer caso, se podría esperar temperaturas superiores a 5 °C. En el segundo caso, la temperatura no puede elevarse por encima de -15 °C en el centro del día. El Lago Mälaren por lo general se congela desde enero hasta finales de marzo.
La lectura de la temperatura oficial más alta de 36,0 °C se registró el 9 de julio de 1966. La temperatura más baja de -36,5 °C se registró el 24 de enero de 1875.
| Parámetros climáticos promedio de Västerås (1961–1990) | Parámetros climáticos promedio de Västerås (1961–1990) | Parámetros climáticos promedio de Västerås (1961–1990) | Parámetros climáticos promedio de Västerås (1961–1990) | Parámetros climáticos promedio de Västerås (1961–1990) | Parámetros climáticos promedio de Västerås (1961–1990) | Parámetros climáticos promedio de Västerås (1961–1990) | Parámetros climáticos promedio de Västerås (1961–1990) | Parámetros climáticos promedio de Västerås (1961–1990) | Parámetros climáticos promedio de Västerås (1961–1990) | Parámetros climáticos promedio de Västerås (1961–1990) | Parámetros climáticos promedio de Västerås (1961–1990) | Parámetros climáticos promedio de Västerås (1961–1990) | Parámetros climáticos promedio de Västerås (1961–1990) |
| Mes                                                    | Ene.                                                   | Feb.                                                   | Mar.                                                   | Abr.                                                   | May.                                                   | Jun.                                                   | Jul.                                                   | Ago.                                                   | Sep.                                                   | Oct.                                                   | Nov.                                                   | Dic.                                                   | Anual                                                  |
| ------------------------------------------------------ | ------------------------------------------------------ | ------------------------------------------------------ | ------------------------------------------------------ | ------------------------------------------------------ | ------------------------------------------------------ | ------------------------------------------------------ | ------------------------------------------------------ | ------------------------------------------------------ | ------------------------------------------------------ | ------------------------------------------------------ | ------------------------------------------------------ | ------------------------------------------------------ | ------------------------------------------------------ |
| Temp. media (°C)                                       | -3.8                                                   | -3.8                                                   | -0.2                                                   | 4.7                                                    | 11.1                                                   | 15.9                                                   | 17.1                                                   | 15.8                                                   | 11.4                                                   | 7.0                                                    | 1.5                                                    | -2.2                                                   | 6.2                                                    |
| Precipitación total (mm)                               | 40.0                                                   | 29.2                                                   | 32.3                                                   | 34.9                                                   | 39.6                                                   | 54.4                                                   | 75.3                                                   | 71.5                                                   | 67.4                                                   | 56.5                                                   | 56.5                                                   | 44.7                                                   | 602.3                                                  |
| [cita requerida]                                       |                                                        |                                                        |                                                        |                                                        |                                                        |                                                        |                                                        |                                                        |                                                        |                                                        |                                                        |                                                        |                                                        |

## Demografía
| Gráfica de evolución de Västerås entre 1960 y 2015 |
|                                                    |
| Fuente: SCB                                        |

## Economía

### Industria
En 1891 la Casa de la turbina, una pequeña presa hidroeléctrica, fue construida en Svartån, en el centro de Västerås. La temprana electrificación animó a ASEA, un gran fabricante de equipos de energía eléctrica, a concentrar sus operaciones en Västerås. Después de la fusión en 1988 con la compañía suiza Brown, Boveri & Cie, se convirtió en ABB. Como resultado, Västerås fue el lugar de su sede en Suecia. 
Posteriormente el negocio nuclear de ABB fue adquirido por Westinghouse Electric. Se encuentra principalmente en el Complejo Mimer en el centro de la ciudad. Las instalaciones de producción están principalmente en Finnslätten, un área industrial al norte de la ciudad. Westinghouse Suecia produce combustible nuclear y ofrece servicios nucleares para reactores de agua en ebullición y de agua presurizada. En 2014, Westinghouse Suecia tenía en su plantilla más de 1000 empleados. La planta ha proporcionado combustible a Ucrania desde el año 2005. El 11 de abril de 2014, después de la anexión rusa de Crimea, el contrato con Energoatom para la Planta de Energía Nuclear de Ucrania del Sur se extendió hasta 2020.
Otras industrias principales incluyen el transporte, como Bombardier con varios centros de distribución. 

### Comercio al por menor
Una de las razones históricas que hicieron de Västerås una ciudad es su ubicación sobre las costas del río Svartån y el lago Mälaren. La ciudad sigue siendo uno de los principales centros logísticos en Suecia.
Västerås es el lugar de nacimiento de la multinacional minorista de ropa H&M. Su primera tienda se abrió en el centro de la ciudad en 1947.

## Personajes famosos
- Ann Hallenberg, mezzosoprano clásica
- Axenstar, banda de power metal.
- Bobo Stenson, pianista de jazz.
- Dagmar Lange, autor bajo el seudónimo de María Lang
- Embee, DJ y productor de hip hop
- Esbjörn Svensson pianista de jazz
- Fredrik Johansson, músico.
- Fronda, rapero.
- Gary Sundgren, jugador de fútbol
- Joachim Laukkanen, comediante
- Jonny Rödlund, jugador de fútbol.
- Lars Wallin, diseñador de moda.
- Lars Ekborg, cómico.
- Linda Rosing, cantante, político, modelo.
- Loreen, cantante y ganadora del Festival de Eurovisión 2012 y 2023.
- Magnus Lindgren, músico de jazz.
- Mai Zetterling, actriz y directora de cine.
- Maria Bonnevie, actriz.
- María Montazami, personalidad de la televisión.
- Markus Oscarsson, medallista de oro olímpico en canotaje en 2004.
- Mattias Andréasson, cantante y miembro de E.M.D.
- Mikael Backlund, jugador de hockey sobre hielo.
- Pandora, cantante.
- Patrik Berglund, jugador de hockey sobre hielo.
- Patrik Isaksson, nadador.
- Pontus Kåmark, jugador de fútbol.
- Promoe, rapero
- Pugh Rogefeldt, músico.
- Stefan Pettersson, jugador de fútbol.
- Tomas Tranströmer, poeta.
- Tommy Salo, jugador de hockey sobre hielo.
- Åsa Svensson, jugador de tenis.
- Victor Lindelöf, futbolista y jugador perteneciente de la selección nacional.

## Transporte
- Estación central de Västerås.
- Aeropuerto de Estocolmo-Västerås